# Liste des œuvres d'art de Grenoble
Pour un article plus général, voir Liste des œuvres d'art de l'Isère.
Cet article recense les œuvres d'art dans l'espace public de Grenoble, en France.

## Liste

### Sculptures
| Œuvre                                       | Auteur                               | Localisation                              | Notes | Installation | Coordonnées                      | Illustration |
| ------------------------------------------- | ------------------------------------ | ----------------------------------------- | --- | ------------ | -------------------------------- | --- |
| Statue de Bayard (Grenoble)                 | Nicolas Raggi                        | Place Saint-André                         | | ?            | 45° 11′ 35″ nord, 5° 43′ 43″ est | Bayard |
| Statue d'Hector Berlioz,                    | Claude Grange                        | Place Victor-Hugo                         | Représente Hector Berlioz. L'originale en bronze de 1903 réalisée par Urbain Basset est fondue sous le régime de Vichy, dans le cadre de la mobilisation des métaux non ferreux. | 1953         | 45° 11′ 20″ nord, 5° 43′ 30″ est | Image manquante |
| Cécile, traitée à l'antique                 | Léon-Ernest Drivier et Marcel Gimond | Parc Albert-Michallon                     | | 1995         | 45° 11′ 44″ nord, 5° 44′ 30″ est | Image manquante |
| Le Chant des montagnes                      | Anthony Caro                         | Parc Albert-Michallon                     | | ?            | à géolocaliser                   | Image manquante |
| Statue équestre de Philis de La Charce      | Daniel Campagne                      | Jardin des Dauphins                       | | ?            | à géolocaliser                   | Statue équestre de Philis de La Charce |
| Monument à Eugène Chavant                   | ?                                    | Place Valentin-Hauy                       | | ?            | 45° 11′ 06″ nord, 5° 43′ 53″ est | Image manquante |
| Colonne olympique : ouverture dans l'espace | Morice Lipsi                         | A48, entrée de Grenoble                   | | 1967         | à géolocaliser                   | Image manquante |
| Conversation                                | George Rickey                        | Parc Albert-Michallon                     | | 1991         | 45° 11′ 47″ nord, 5° 44′ 01″ est | Image manquante |
| Léon de Beylié                              | Léon-Ernest Drivier                  | Place Victor-Hugo                         | | 1913         | 45° 11′ 21″ nord, 5° 43′ 30″ est | Image manquante |
| Couple                                      | Eugène Dodeigne                      | Parc Albert-Michallon                     | | 1998         | 45° 11′ 45″ nord, 5° 44′ 10″ est | Couple |
| Duna                                        | Marta Pan                            | Parc Albert-Michallon                     | | 1993         | 45° 11′ 45″ nord, 5° 43′ 58″ est | Duna |
| L'Envol : l'oiseau                          | Costa Coulentianos                   | Parc Paul-Mistral                         | | ?            | à géolocaliser                   | Image manquante |
| Étoile polaire                              | Mark di Suvero                       | Esplanade François-Mitterrand             | | ?            | 45° 11′ 41″ nord, 5° 43′ 54″ est | Image manquante |
| Femme nue debout, Rolande                   | Robert Wlérick                       | Parc Albert-Michallon                     | |              | à géolocaliser                   | Image manquante |
| Buste de René Gosse                         | ?                                    | Place René-Gosse                          | Représente René Gosse. | ?            | à géolocaliser                   | Buste de René Gosse |
| La Grande Vague                             | Morice Lipsi                         | Parc Albert-Michallon                     | | ?            | à géolocaliser                   | Image manquante |
| Hercule                                     | ?                                    | Hôtel de Lesdiguières                     | | ?            | à géolocaliser                   | Hercule |
| Jeune fille debout                          | Marcel Gimond                        | Esplanade François-Mitterrand             | |              | à géolocaliser                   | Image manquante |
| Statue de Xavier Jouvin,                    | Henri Ding                           | Place Xavier-Jouvin                       | Représente Xavier Jouvin. L'originale en bronze de 1889 est fondue sous le régime de Vichy, dans le cadre de la mobilisation des métaux non ferreux.                             | 1943         | à géolocaliser                   | Statue de Xavier Jouvin« Monument à Xavier Jouvin à Grenoble », sur À nos grands hommes,« Monument à Xavier Jouvin à Grenoble », sur e-monumen,(en) « Statue de Xavier Jouvin à Grenoble », sur René et Peter van der Krogt |
| Les racines du mal                          | Didier Faustino                      | Square des Fusillés                       | | 2016         | à géolocaliser                   | Image manquante |
| Manifesto                                   | Claude Lévêque                       | École nationale supérieure d'architecture | | 2003         | 45° 09′ 37″ nord, 5° 44′ 00″ est | Image manquante |
| Monoforme 26                                | Gottfried Honegger                   | Parc Albert-Michallon                     | | 1987         | 45° 11′ 18″ nord, 5° 43′ 28″ est | Image manquante |
| Monsieur Loyal                              | Alexander Calder                     | Esplanade François-Mitterrand             | | ?            | 45° 11′ 39″ nord, 5° 43′ 56″ est | Image manquante |
| Mutants                                     | Maxime Descombin                     | Parc Paul-Mistral                         | | ?            | à géolocaliser                   | Image manquante |
| Orphée                                      | Ossip Zadkine                        | Parc Albert-Michallon                     | | ?            | 45° 11′ 45″ nord, 5° 43′ 58″ est | Image manquante |
| Père et Fils                                | George Apostu (ro)                   | Parc Paul-Mistral                         | | ?            | à géolocaliser                   | Image manquante |
| Petit Plaisir                               | Joseph Wiss                          | Parc Paul-Mistral                         | | ?            | à géolocaliser                   | Image manquante |
| Pousse de marbre                            | Gigi Guadagnucci                     | Parc Paul-Mistral                         | | ?            | à géolocaliser                   | Image manquante |
| Résistance                                  | Alain Kirili                         | Parc Paul-Mistral                         | | 2011         | à géolocaliser                   | Image manquante |
| Sans titre                                  | Martin Barré                         | MC2                                       | | 1967         | 45° 10′ 24″ nord, 5° 43′ 55″ est | Image manquante |
| Sans titre                                  | Jean-Pierre Filippi                  | Quartier Hoche                            | | 1986         | 45° 11′ 20″ nord, 5° 43′ 28″ est | Image manquante |
| Song of the Mountains                       | Anthony Caro                         | Parc Albert-Michallon                     | | 1994         | 45° 11′ 38″ nord, 5° 43′ 56″ est | Image manquante |
| Transit West (for the 36 Albanians...)      | Richard Nonas                        | Parc Albert-Michallon                     | | ?            | 45° 11′ 44″ nord, 5° 43′ 58″ est | Image manquante |
| Trois lignes indéterminées                  | Bernar Venet                         | Parc Albert-Michallon                     | | 1999         | 45° 11′ 44″ nord, 5° 44′ 02″ est | Image manquante |
| Les Trois Pics                              | Alexander Calder                     | Gare                                      | | 1967         | 45° 11′ 28″ nord, 5° 42′ 54″ est | Les Trois Pics |
| Vasque olympique                            | ?                                    | Parc Paul-Mistral                         | | 1988         | 45° 11′ 04″ nord, 5° 44′ 00″ est | Image manquante |
| Zuhaitz (arbre)                             | Eduardo Chillida                     | Parc Albert-Michallon                     | | 1989         | 45° 11′ 45″ nord, 5° 43′ 59″ est | Image manquante |

### Fontaines
| Œuvre                      | Auteur                | Localisation                                       | Notes | Installation | Coordonnées                      | Illustration               |
| -------------------------- | --------------------- | -------------------------------------------------- | ----- | ------------ | -------------------------------- | -------------------------- |
| Fontaine aux trois caveaux | ?                     | Mur du jardin de ville de Grenoble (rue Montorge)  |       | 1887         | à géolocaliser                   | Fontaine aux trois caveaux |
| Château d'eau La Valette   | Victor Sappey         | Place Grenette                                     |       | ?            | à géolocaliser                   | Château d'eau La Valette   |
| Fontaine                   | ?                     | Halle Sainte-Claire                                |       | ?            | à géolocaliser                   | Fontaine                   |
| Fontaine                   | Urbain Basset         | Jardin de ville                                    |       | ?            | à géolocaliser                   | Fontaine                   |
| Fontaine des Mondes        | ?                     | Angle boulevard Gambetta et avenue Alsace-Lorraine |       | 1986         | 45° 11′ 21″ nord, 5° 43′ 22″ est | Image manquante            |
| Fontaine au Lion           | Victor Sappey         | Place de la Cimaise                                |       | ?            | 45° 11′ 42″ nord, 5° 43′ 43″ est | Fontaine au Lion           |
| Fontaine                   | Jean-Esprit Marcellin | Place de Gordes                                    |       | ?            | à géolocaliser                   | Fontaine                   |
| Fontaine                   | ?                     | Place Victor-Hugo                                  |       | ?            | à géolocaliser                   | Fontaine                   |
| Fontaine des trois ordres  | Henri Ding            | Place Notre-Dame                                   |       | 1897         | 45° 11′ 33″ nord, 5° 43′ 52″ est | Fontaine des trois ordres  |

### Monuments aux morts
| Œuvre                                                                     | Auteur | Localisation                                    | Notes | Installation | Coordonnées                      | Illustration                                             |
| ------------------------------------------------------------------------- | ------ | ----------------------------------------------- | ----- | ------------ | -------------------------------- | -------------------------------------------------------- |
| Monument aux morts d'Afrique française du Nord                            | ?      | Place Paul-Mistral                              |       | ?            | à géolocaliser                   | Image manquante                                          |
| Monument aux morts de la guerre franco-allemande de 1870                  | ?      | Cimetière Saint-Roch                            |       | ?            | 45° 11′ 42″ nord, 5° 44′ 25″ est | Monument aux morts de la guerre franco-allemande de 1870 |
| Monument aux maquisards fusillés le 14 août 1944                          | ?      | Square des Fusillés                             |       | ?            | 45° 11′ 19″ nord, 5° 42′ 21″ est | Monument aux maquisards fusillés le 14 août 1944         |
| Monument aux morts de la Première Guerre mondiale                         | ?      | Porte de France                                 |       | ?            | 45° 11′ 37″ nord, 5° 43′ 10″ est | Monument aux morts de la Première Guerre mondiale        |
| Monument commémoratif de la Saint-Barthélemy grenobloise                  | ?      | Rue Jules-Horowitz                              |       | ?            | 45° 12′ 19″ nord, 5° 41′ 59″ est | Monument commémoratif de la Saint-Barthélemy grenobloise |
| Monument aux morts du Tonkin                                              | ?      | Carrefour avenue Saint-Roch et rue Saint-Ferjus |       | ?            | 45° 11′ 30″ nord, 5° 44′ 22″ est | Monument aux morts du Tonkin                             |
| Monument aux victimes des persécutions du gouvernement de l'État Français | ?      | Place Paul-Mistral                              |       | ?            | à géolocaliser                   | Image manquante                                          |